# Aninoasa (Dâmbovița)
Aninoasa é uma comuna romena localizada no distrito de Dâmbovița, na região de Muntênia. A comuna possui uma área de 27,66 km² e sua população era de 5997 habitantes segundo o censo de 2007.